# 远东羊茅
远东羊茅（学名：Festuca extremiorientalis）为禾本科羊茅属下的一个种。

## 扩展阅读
- 維基物種上的相關：远东羊茅